# Mamben Lauq
Mamben Lauq is een bestuurslaag in het regentschap Oost-Lombok van de provincie West-Nusa Tenggara, Indonesië. Mamben Lauq telt 8575 inwoners (volkstelling 2010).